# سون باکس پروداکشنز
سون باکس پروداکشنز (به انگلیسی: Seven Bucks Productions) یک شرکت تولیدی است که در سال ۲۰۱۲ توسط دواین جانسون بازیگر و کشتی کج کار معروف آمریکایی و همسرش دنی گارسیا، تأسیس شد. این شرکت در حوزه رسانه‌های فیلم، تلویزیون و… فعالیت می‌کند.

## نام شرکت
معنی نام این استودیو (سون باکس پروداکشنز) به معنی هفت دلار است جانسون در مصاحبه ای با مجله اسکوایر دربارهٔ دلیل این نام‌گذاری گفت: این به زمانی برمیگردد که از تیم فوتبال آمریکایی اخراج شدم و در آن شرایط سخت فقط هفت دلار در جیبم مانده بود.